# Hilcza Druha
Hilcza Druha (ukr. Гільча Друга) – wieś na Ukrainie, w obwodzie rówieńskim, w rejonie rówieńskim. W 2001 liczyła 548 mieszkańców, wśród których 547 wskazało jako ojczysty język ukraiński, a 1 inny.